# Tandwalvissen
Tandwalvissen (Odontoceti) zijn een parvorde van de walvisachtigen (Cetacea) of een infraorde van de walvissen en evenhoevigen (Cetartiodactyla). 

## Kenmerken
Zoals de naam al zegt onderscheidt deze groep zich van de andere walvissen door het hebben van tanden, in tegenstelling tot de baard- of baleinwalvissen (Mystacoceti), die baleinen in hun kaak hebben. Een ander verschil is het spuitgat, dat bij tandwalvissen bestaat uit één enkel neusgat. Baardwalvissen en alle overige zoogdieren hebben twee neusgaten.

## Leefwijze
Tandwalvissen zijn actieve jagers, ze voeden zich met vis, inktvis, en soms met andere zeezoogdieren.

## Taxonomie

### Verwantschap
Vergelijking van homologe genen heeft meer inzicht gegeven in de relaties tussen de verschillende tandwalvissoorten, zoals aangegeven in de onderstaande verwantschapsboom.
|  | familie echte dolfijnen (Delphinidae)                                                                         |
|  | |
|  | \| \| familie bruinvissen (Phocoenidae) \| \| \| \| \| \| familie grondeldolfijnen (Monodontidae) \| \| \| \| |
|  | |
|  | familie bruinvissen (Phocoenidae)                                                                             |
|  | |
|  | familie grondeldolfijnen (Monodontidae)                                                                       |
|  | |

|  | familie bruinvissen (Phocoenidae)       |
|  |                                         |
|  | familie grondeldolfijnen (Monodontidae) |
|  |                                         |

|  | Chinese vlagdolfijn (familie Inioidea)                                                                              |
|  | |
|  | \| \| Orinocodolfijnen (familie Phocoenidae) \| \| \| \| \| \| La Plata-dolfijn (familie Pontoporiidae) \| \| \| \| |
|  | |
|  | Orinocodolfijnen (familie Phocoenidae)                                                                              |
|  | |
|  | La Plata-dolfijn (familie Pontoporiidae)                                                                            |
|  | |

|  | Orinocodolfijnen (familie Phocoenidae)   |
|  |                                          |
|  | La Plata-dolfijn (familie Pontoporiidae) |
|  |                                          |

|  | familie echte dolfijnen (Delphinidae)                                                                         |
|  | |
|  | \| \| familie bruinvissen (Phocoenidae) \| \| \| \| \| \| familie grondeldolfijnen (Monodontidae) \| \| \| \| |
|  | |
|  | familie bruinvissen (Phocoenidae)                                                                             |
|  | |
|  | familie grondeldolfijnen (Monodontidae)                                                                       |
|  | |

|  | familie bruinvissen (Phocoenidae)       |
|  |                                         |
|  | familie grondeldolfijnen (Monodontidae) |
|  |                                         |

|  | Chinese vlagdolfijn (familie Inioidea)                                                                              |
|  | |
|  | \| \| Orinocodolfijnen (familie Phocoenidae) \| \| \| \| \| \| La Plata-dolfijn (familie Pontoporiidae) \| \| \| \| |
|  | |
|  | Orinocodolfijnen (familie Phocoenidae)                                                                              |
|  | |
|  | La Plata-dolfijn (familie Pontoporiidae)                                                                            |
|  | |

|  | Orinocodolfijnen (familie Phocoenidae)   |
|  |                                          |
|  | La Plata-dolfijn (familie Pontoporiidae) |
|  |                                          |

|  | familie echte dolfijnen (Delphinidae)                                                                         |
|  | |
|  | \| \| familie bruinvissen (Phocoenidae) \| \| \| \| \| \| familie grondeldolfijnen (Monodontidae) \| \| \| \| |
|  | |
|  | familie bruinvissen (Phocoenidae)                                                                             |
|  | |
|  | familie grondeldolfijnen (Monodontidae)                                                                       |
|  | |

|  | familie bruinvissen (Phocoenidae)       |
|  |                                         |
|  | familie grondeldolfijnen (Monodontidae) |
|  |                                         |

|  | Chinese vlagdolfijn (familie Inioidea)                                                                              |
|  | |
|  | \| \| Orinocodolfijnen (familie Phocoenidae) \| \| \| \| \| \| La Plata-dolfijn (familie Pontoporiidae) \| \| \| \| |
|  | |
|  | Orinocodolfijnen (familie Phocoenidae)                                                                              |
|  | |
|  | La Plata-dolfijn (familie Pontoporiidae)                                                                            |
|  | |

|  | Orinocodolfijnen (familie Phocoenidae)   |
|  |                                          |
|  | La Plata-dolfijn (familie Pontoporiidae) |
|  |                                          |

|  | familie echte dolfijnen (Delphinidae)                                                                         |
|  | |
|  | \| \| familie bruinvissen (Phocoenidae) \| \| \| \| \| \| familie grondeldolfijnen (Monodontidae) \| \| \| \| |
|  | |
|  | familie bruinvissen (Phocoenidae)                                                                             |
|  | |
|  | familie grondeldolfijnen (Monodontidae)                                                                       |
|  | |

|  | familie bruinvissen (Phocoenidae)       |
|  |                                         |
|  | familie grondeldolfijnen (Monodontidae) |
|  |                                         |

|  | Chinese vlagdolfijn (familie Inioidea)                                                                              |
|  | |
|  | \| \| Orinocodolfijnen (familie Phocoenidae) \| \| \| \| \| \| La Plata-dolfijn (familie Pontoporiidae) \| \| \| \| |
|  | |
|  | Orinocodolfijnen (familie Phocoenidae)                                                                              |
|  | |
|  | La Plata-dolfijn (familie Pontoporiidae)                                                                            |
|  | |

|  | Orinocodolfijnen (familie Phocoenidae)   |
|  |                                          |
|  | La Plata-dolfijn (familie Pontoporiidae) |
|  |                                          |

|  | familie echte dolfijnen (Delphinidae)                                                                         |
|  | |
|  | \| \| familie bruinvissen (Phocoenidae) \| \| \| \| \| \| familie grondeldolfijnen (Monodontidae) \| \| \| \| |
|  | |
|  | familie bruinvissen (Phocoenidae)                                                                             |
|  | |
|  | familie grondeldolfijnen (Monodontidae)                                                                       |
|  | |

|  | familie bruinvissen (Phocoenidae)       |
|  |                                         |
|  | familie grondeldolfijnen (Monodontidae) |
|  |                                         |

|  | Chinese vlagdolfijn (familie Inioidea)                                                                              |
|  | |
|  | \| \| Orinocodolfijnen (familie Phocoenidae) \| \| \| \| \| \| La Plata-dolfijn (familie Pontoporiidae) \| \| \| \| |
|  | |
|  | Orinocodolfijnen (familie Phocoenidae)                                                                              |
|  | |
|  | La Plata-dolfijn (familie Pontoporiidae)                                                                            |
|  | |

|  | Orinocodolfijnen (familie Phocoenidae)   |
|  |                                          |
|  | La Plata-dolfijn (familie Pontoporiidae) |
|  |                                          |

|  | familie echte dolfijnen (Delphinidae)                                                                         |
|  | |
|  | \| \| familie bruinvissen (Phocoenidae) \| \| \| \| \| \| familie grondeldolfijnen (Monodontidae) \| \| \| \| |
|  | |
|  | familie bruinvissen (Phocoenidae)                                                                             |
|  | |
|  | familie grondeldolfijnen (Monodontidae)                                                                       |
|  | |

|  | familie bruinvissen (Phocoenidae)       |
|  |                                         |
|  | familie grondeldolfijnen (Monodontidae) |
|  |                                         |

|  | Chinese vlagdolfijn (familie Inioidea)                                                                              |
|  | |
|  | \| \| Orinocodolfijnen (familie Phocoenidae) \| \| \| \| \| \| La Plata-dolfijn (familie Pontoporiidae) \| \| \| \| |
|  | |
|  | Orinocodolfijnen (familie Phocoenidae)                                                                              |
|  | |
|  | La Plata-dolfijn (familie Pontoporiidae)                                                                            |
|  | |

|  | Orinocodolfijnen (familie Phocoenidae)   |
|  |                                          |
|  | La Plata-dolfijn (familie Pontoporiidae) |
|  |                                          |

|  | familie echte dolfijnen (Delphinidae)                                                                         |
|  | |
|  | \| \| familie bruinvissen (Phocoenidae) \| \| \| \| \| \| familie grondeldolfijnen (Monodontidae) \| \| \| \| |
|  | |
|  | familie bruinvissen (Phocoenidae)                                                                             |
|  | |
|  | familie grondeldolfijnen (Monodontidae)                                                                       |
|  | |

|  | familie bruinvissen (Phocoenidae)       |
|  |                                         |
|  | familie grondeldolfijnen (Monodontidae) |
|  |                                         |

|  | Chinese vlagdolfijn (familie Inioidea)                                                                              |
|  | |
|  | \| \| Orinocodolfijnen (familie Phocoenidae) \| \| \| \| \| \| La Plata-dolfijn (familie Pontoporiidae) \| \| \| \| |
|  | |
|  | Orinocodolfijnen (familie Phocoenidae)                                                                              |
|  | |
|  | La Plata-dolfijn (familie Pontoporiidae)                                                                            |
|  | |

|  | Orinocodolfijnen (familie Phocoenidae)   |
|  |                                          |
|  | La Plata-dolfijn (familie Pontoporiidae) |
|  |                                          |

|  | familie echte dolfijnen (Delphinidae)                                                                         |
|  | |
|  | \| \| familie bruinvissen (Phocoenidae) \| \| \| \| \| \| familie grondeldolfijnen (Monodontidae) \| \| \| \| |
|  | |
|  | familie bruinvissen (Phocoenidae)                                                                             |
|  | |
|  | familie grondeldolfijnen (Monodontidae)                                                                       |
|  | |

|  | familie bruinvissen (Phocoenidae)       |
|  |                                         |
|  | familie grondeldolfijnen (Monodontidae) |
|  |                                         |

|  | Chinese vlagdolfijn (familie Inioidea)                                                                              |
|  | |
|  | \| \| Orinocodolfijnen (familie Phocoenidae) \| \| \| \| \| \| La Plata-dolfijn (familie Pontoporiidae) \| \| \| \| |
|  | |
|  | Orinocodolfijnen (familie Phocoenidae)                                                                              |
|  | |
|  | La Plata-dolfijn (familie Pontoporiidae)                                                                            |
|  | |

|  | Orinocodolfijnen (familie Phocoenidae)   |
|  |                                          |
|  | La Plata-dolfijn (familie Pontoporiidae) |
|  |                                          |

|  | potvis (familie Physeteridae)     |
|  |                                   |
|  | familie dwergpotvissen (Kogiidae) |
|  |                                   |

|  | familie echte dolfijnen (Delphinidae)                                                                         |
|  | |
|  | \| \| familie bruinvissen (Phocoenidae) \| \| \| \| \| \| familie grondeldolfijnen (Monodontidae) \| \| \| \| |
|  | |
|  | familie bruinvissen (Phocoenidae)                                                                             |
|  | |
|  | familie grondeldolfijnen (Monodontidae)                                                                       |
|  | |

|  | familie bruinvissen (Phocoenidae)       |
|  |                                         |
|  | familie grondeldolfijnen (Monodontidae) |
|  |                                         |

|  | Chinese vlagdolfijn (familie Inioidea)                                                                              |
|  | |
|  | \| \| Orinocodolfijnen (familie Phocoenidae) \| \| \| \| \| \| La Plata-dolfijn (familie Pontoporiidae) \| \| \| \| |
|  | |
|  | Orinocodolfijnen (familie Phocoenidae)                                                                              |
|  | |
|  | La Plata-dolfijn (familie Pontoporiidae)                                                                            |
|  | |

|  | Orinocodolfijnen (familie Phocoenidae)   |
|  |                                          |
|  | La Plata-dolfijn (familie Pontoporiidae) |
|  |                                          |

|  | familie echte dolfijnen (Delphinidae)                                                                         |
|  | |
|  | \| \| familie bruinvissen (Phocoenidae) \| \| \| \| \| \| familie grondeldolfijnen (Monodontidae) \| \| \| \| |
|  | |
|  | familie bruinvissen (Phocoenidae)                                                                             |
|  | |
|  | familie grondeldolfijnen (Monodontidae)                                                                       |
|  | |

|  | familie bruinvissen (Phocoenidae)       |
|  |                                         |
|  | familie grondeldolfijnen (Monodontidae) |
|  |                                         |

|  | Chinese vlagdolfijn (familie Inioidea)                                                                              |
|  | |
|  | \| \| Orinocodolfijnen (familie Phocoenidae) \| \| \| \| \| \| La Plata-dolfijn (familie Pontoporiidae) \| \| \| \| |
|  | |
|  | Orinocodolfijnen (familie Phocoenidae)                                                                              |
|  | |
|  | La Plata-dolfijn (familie Pontoporiidae)                                                                            |
|  | |

|  | Orinocodolfijnen (familie Phocoenidae)   |
|  |                                          |
|  | La Plata-dolfijn (familie Pontoporiidae) |
|  |                                          |

|  | familie echte dolfijnen (Delphinidae)                                                                         |
|  | |
|  | \| \| familie bruinvissen (Phocoenidae) \| \| \| \| \| \| familie grondeldolfijnen (Monodontidae) \| \| \| \| |
|  | |
|  | familie bruinvissen (Phocoenidae)                                                                             |
|  | |
|  | familie grondeldolfijnen (Monodontidae)                                                                       |
|  | |

|  | familie bruinvissen (Phocoenidae)       |
|  |                                         |
|  | familie grondeldolfijnen (Monodontidae) |
|  |                                         |

|  | Chinese vlagdolfijn (familie Inioidea)                                                                              |
|  | |
|  | \| \| Orinocodolfijnen (familie Phocoenidae) \| \| \| \| \| \| La Plata-dolfijn (familie Pontoporiidae) \| \| \| \| |
|  | |
|  | Orinocodolfijnen (familie Phocoenidae)                                                                              |
|  | |
|  | La Plata-dolfijn (familie Pontoporiidae)                                                                            |
|  | |

|  | Orinocodolfijnen (familie Phocoenidae)   |
|  |                                          |
|  | La Plata-dolfijn (familie Pontoporiidae) |
|  |                                          |

|  | familie echte dolfijnen (Delphinidae)                                                                         |
|  | |
|  | \| \| familie bruinvissen (Phocoenidae) \| \| \| \| \| \| familie grondeldolfijnen (Monodontidae) \| \| \| \| |
|  | |
|  | familie bruinvissen (Phocoenidae)                                                                             |
|  | |
|  | familie grondeldolfijnen (Monodontidae)                                                                       |
|  | |

|  | familie bruinvissen (Phocoenidae)       |
|  |                                         |
|  | familie grondeldolfijnen (Monodontidae) |
|  |                                         |

|  | Chinese vlagdolfijn (familie Inioidea)                                                                              |
|  | |
|  | \| \| Orinocodolfijnen (familie Phocoenidae) \| \| \| \| \| \| La Plata-dolfijn (familie Pontoporiidae) \| \| \| \| |
|  | |
|  | Orinocodolfijnen (familie Phocoenidae)                                                                              |
|  | |
|  | La Plata-dolfijn (familie Pontoporiidae)                                                                            |
|  | |

|  | Orinocodolfijnen (familie Phocoenidae)   |
|  |                                          |
|  | La Plata-dolfijn (familie Pontoporiidae) |
|  |                                          |

|  | familie echte dolfijnen (Delphinidae)                                                                         |
|  | |
|  | \| \| familie bruinvissen (Phocoenidae) \| \| \| \| \| \| familie grondeldolfijnen (Monodontidae) \| \| \| \| |
|  | |
|  | familie bruinvissen (Phocoenidae)                                                                             |
|  | |
|  | familie grondeldolfijnen (Monodontidae)                                                                       |
|  | |

|  | familie bruinvissen (Phocoenidae)       |
|  |                                         |
|  | familie grondeldolfijnen (Monodontidae) |
|  |                                         |

|  | Chinese vlagdolfijn (familie Inioidea)                                                                              |
|  | |
|  | \| \| Orinocodolfijnen (familie Phocoenidae) \| \| \| \| \| \| La Plata-dolfijn (familie Pontoporiidae) \| \| \| \| |
|  | |
|  | Orinocodolfijnen (familie Phocoenidae)                                                                              |
|  | |
|  | La Plata-dolfijn (familie Pontoporiidae)                                                                            |
|  | |

|  | Orinocodolfijnen (familie Phocoenidae)   |
|  |                                          |
|  | La Plata-dolfijn (familie Pontoporiidae) |
|  |                                          |

|  | familie echte dolfijnen (Delphinidae)                                                                         |
|  | |
|  | \| \| familie bruinvissen (Phocoenidae) \| \| \| \| \| \| familie grondeldolfijnen (Monodontidae) \| \| \| \| |
|  | |
|  | familie bruinvissen (Phocoenidae)                                                                             |
|  | |
|  | familie grondeldolfijnen (Monodontidae)                                                                       |
|  | |

|  | familie bruinvissen (Phocoenidae)       |
|  |                                         |
|  | familie grondeldolfijnen (Monodontidae) |
|  |                                         |

|  | Chinese vlagdolfijn (familie Inioidea)                                                                              |
|  | |
|  | \| \| Orinocodolfijnen (familie Phocoenidae) \| \| \| \| \| \| La Plata-dolfijn (familie Pontoporiidae) \| \| \| \| |
|  | |
|  | Orinocodolfijnen (familie Phocoenidae)                                                                              |
|  | |
|  | La Plata-dolfijn (familie Pontoporiidae)                                                                            |
|  | |

|  | Orinocodolfijnen (familie Phocoenidae)   |
|  |                                          |
|  | La Plata-dolfijn (familie Pontoporiidae) |
|  |                                          |

|  | familie echte dolfijnen (Delphinidae)                                                                         |
|  | |
|  | \| \| familie bruinvissen (Phocoenidae) \| \| \| \| \| \| familie grondeldolfijnen (Monodontidae) \| \| \| \| |
|  | |
|  | familie bruinvissen (Phocoenidae)                                                                             |
|  | |
|  | familie grondeldolfijnen (Monodontidae)                                                                       |
|  | |

|  | familie bruinvissen (Phocoenidae)       |
|  |                                         |
|  | familie grondeldolfijnen (Monodontidae) |
|  |                                         |

|  | Chinese vlagdolfijn (familie Inioidea)                                                                              |
|  | |
|  | \| \| Orinocodolfijnen (familie Phocoenidae) \| \| \| \| \| \| La Plata-dolfijn (familie Pontoporiidae) \| \| \| \| |
|  | |
|  | Orinocodolfijnen (familie Phocoenidae)                                                                              |
|  | |
|  | La Plata-dolfijn (familie Pontoporiidae)                                                                            |
|  | |

|  | Orinocodolfijnen (familie Phocoenidae)   |
|  |                                          |
|  | La Plata-dolfijn (familie Pontoporiidae) |
|  |                                          |

|  | familie echte dolfijnen (Delphinidae)                                                                         |
|  | |
|  | \| \| familie bruinvissen (Phocoenidae) \| \| \| \| \| \| familie grondeldolfijnen (Monodontidae) \| \| \| \| |
|  | |
|  | familie bruinvissen (Phocoenidae)                                                                             |
|  | |
|  | familie grondeldolfijnen (Monodontidae)                                                                       |
|  | |

|  | familie bruinvissen (Phocoenidae)       |
|  |                                         |
|  | familie grondeldolfijnen (Monodontidae) |
|  |                                         |

|  | Chinese vlagdolfijn (familie Inioidea)                                                                              |
|  | |
|  | \| \| Orinocodolfijnen (familie Phocoenidae) \| \| \| \| \| \| La Plata-dolfijn (familie Pontoporiidae) \| \| \| \| |
|  | |
|  | Orinocodolfijnen (familie Phocoenidae)                                                                              |
|  | |
|  | La Plata-dolfijn (familie Pontoporiidae)                                                                            |
|  | |

|  | Orinocodolfijnen (familie Phocoenidae)   |
|  |                                          |
|  | La Plata-dolfijn (familie Pontoporiidae) |
|  |                                          |

|  | potvis (familie Physeteridae)     |
|  |                                   |
|  | familie dwergpotvissen (Kogiidae) |
|  |                                   |

|  | familie echte dolfijnen (Delphinidae)                                                                         |
|  | |
|  | \| \| familie bruinvissen (Phocoenidae) \| \| \| \| \| \| familie grondeldolfijnen (Monodontidae) \| \| \| \| |
|  | |
|  | familie bruinvissen (Phocoenidae)                                                                             |
|  | |
|  | familie grondeldolfijnen (Monodontidae)                                                                       |
|  | |

|  | familie bruinvissen (Phocoenidae)       |
|  |                                         |
|  | familie grondeldolfijnen (Monodontidae) |
|  |                                         |

|  | Chinese vlagdolfijn (familie Inioidea)                                                                              |
|  | |
|  | \| \| Orinocodolfijnen (familie Phocoenidae) \| \| \| \| \| \| La Plata-dolfijn (familie Pontoporiidae) \| \| \| \| |
|  | |
|  | Orinocodolfijnen (familie Phocoenidae)                                                                              |
|  | |
|  | La Plata-dolfijn (familie Pontoporiidae)                                                                            |
|  | |

|  | Orinocodolfijnen (familie Phocoenidae)   |
|  |                                          |
|  | La Plata-dolfijn (familie Pontoporiidae) |
|  |                                          |

|  | familie echte dolfijnen (Delphinidae)                                                                         |
|  | |
|  | \| \| familie bruinvissen (Phocoenidae) \| \| \| \| \| \| familie grondeldolfijnen (Monodontidae) \| \| \| \| |
|  | |
|  | familie bruinvissen (Phocoenidae)                                                                             |
|  | |
|  | familie grondeldolfijnen (Monodontidae)                                                                       |
|  | |

|  | familie bruinvissen (Phocoenidae)       |
|  |                                         |
|  | familie grondeldolfijnen (Monodontidae) |
|  |                                         |

|  | Chinese vlagdolfijn (familie Inioidea)                                                                              |
|  | |
|  | \| \| Orinocodolfijnen (familie Phocoenidae) \| \| \| \| \| \| La Plata-dolfijn (familie Pontoporiidae) \| \| \| \| |
|  | |
|  | Orinocodolfijnen (familie Phocoenidae)                                                                              |
|  | |
|  | La Plata-dolfijn (familie Pontoporiidae)                                                                            |
|  | |

|  | Orinocodolfijnen (familie Phocoenidae)   |
|  |                                          |
|  | La Plata-dolfijn (familie Pontoporiidae) |
|  |                                          |

|  | familie echte dolfijnen (Delphinidae)                                                                         |
|  | |
|  | \| \| familie bruinvissen (Phocoenidae) \| \| \| \| \| \| familie grondeldolfijnen (Monodontidae) \| \| \| \| |
|  | |
|  | familie bruinvissen (Phocoenidae)                                                                             |
|  | |
|  | familie grondeldolfijnen (Monodontidae)                                                                       |
|  | |

|  | familie bruinvissen (Phocoenidae)       |
|  |                                         |
|  | familie grondeldolfijnen (Monodontidae) |
|  |                                         |

|  | Chinese vlagdolfijn (familie Inioidea)                                                                              |
|  | |
|  | \| \| Orinocodolfijnen (familie Phocoenidae) \| \| \| \| \| \| La Plata-dolfijn (familie Pontoporiidae) \| \| \| \| |
|  | |
|  | Orinocodolfijnen (familie Phocoenidae)                                                                              |
|  | |
|  | La Plata-dolfijn (familie Pontoporiidae)                                                                            |
|  | |

|  | Orinocodolfijnen (familie Phocoenidae)   |
|  |                                          |
|  | La Plata-dolfijn (familie Pontoporiidae) |
|  |                                          |

|  | familie echte dolfijnen (Delphinidae)                                                                         |
|  | |
|  | \| \| familie bruinvissen (Phocoenidae) \| \| \| \| \| \| familie grondeldolfijnen (Monodontidae) \| \| \| \| |
|  | |
|  | familie bruinvissen (Phocoenidae)                                                                             |
|  | |
|  | familie grondeldolfijnen (Monodontidae)                                                                       |
|  | |

|  | familie bruinvissen (Phocoenidae)       |
|  |                                         |
|  | familie grondeldolfijnen (Monodontidae) |
|  |                                         |

|  | Chinese vlagdolfijn (familie Inioidea)                                                                              |
|  | |
|  | \| \| Orinocodolfijnen (familie Phocoenidae) \| \| \| \| \| \| La Plata-dolfijn (familie Pontoporiidae) \| \| \| \| |
|  | |
|  | Orinocodolfijnen (familie Phocoenidae)                                                                              |
|  | |
|  | La Plata-dolfijn (familie Pontoporiidae)                                                                            |
|  | |

|  | Orinocodolfijnen (familie Phocoenidae)   |
|  |                                          |
|  | La Plata-dolfijn (familie Pontoporiidae) |
|  |                                          |

|  | familie echte dolfijnen (Delphinidae)                                                                         |
|  | |
|  | \| \| familie bruinvissen (Phocoenidae) \| \| \| \| \| \| familie grondeldolfijnen (Monodontidae) \| \| \| \| |
|  | |
|  | familie bruinvissen (Phocoenidae)                                                                             |
|  | |
|  | familie grondeldolfijnen (Monodontidae)                                                                       |
|  | |

|  | familie bruinvissen (Phocoenidae)       |
|  |                                         |
|  | familie grondeldolfijnen (Monodontidae) |
|  |                                         |

|  | Chinese vlagdolfijn (familie Inioidea)                                                                              |
|  | |
|  | \| \| Orinocodolfijnen (familie Phocoenidae) \| \| \| \| \| \| La Plata-dolfijn (familie Pontoporiidae) \| \| \| \| |
|  | |
|  | Orinocodolfijnen (familie Phocoenidae)                                                                              |
|  | |
|  | La Plata-dolfijn (familie Pontoporiidae)                                                                            |
|  | |

|  | Orinocodolfijnen (familie Phocoenidae)   |
|  |                                          |
|  | La Plata-dolfijn (familie Pontoporiidae) |
|  |                                          |

|  | familie echte dolfijnen (Delphinidae)                                                                         |
|  | |
|  | \| \| familie bruinvissen (Phocoenidae) \| \| \| \| \| \| familie grondeldolfijnen (Monodontidae) \| \| \| \| |
|  | |
|  | familie bruinvissen (Phocoenidae)                                                                             |
|  | |
|  | familie grondeldolfijnen (Monodontidae)                                                                       |
|  | |

|  | familie bruinvissen (Phocoenidae)       |
|  |                                         |
|  | familie grondeldolfijnen (Monodontidae) |
|  |                                         |

|  | Chinese vlagdolfijn (familie Inioidea)                                                                              |
|  | |
|  | \| \| Orinocodolfijnen (familie Phocoenidae) \| \| \| \| \| \| La Plata-dolfijn (familie Pontoporiidae) \| \| \| \| |
|  | |
|  | Orinocodolfijnen (familie Phocoenidae)                                                                              |
|  | |
|  | La Plata-dolfijn (familie Pontoporiidae)                                                                            |
|  | |

|  | Orinocodolfijnen (familie Phocoenidae)   |
|  |                                          |
|  | La Plata-dolfijn (familie Pontoporiidae) |
|  |                                          |

|  | familie echte dolfijnen (Delphinidae)                                                                         |
|  | |
|  | \| \| familie bruinvissen (Phocoenidae) \| \| \| \| \| \| familie grondeldolfijnen (Monodontidae) \| \| \| \| |
|  | |
|  | familie bruinvissen (Phocoenidae)                                                                             |
|  | |
|  | familie grondeldolfijnen (Monodontidae)                                                                       |
|  | |

|  | familie bruinvissen (Phocoenidae)       |
|  |                                         |
|  | familie grondeldolfijnen (Monodontidae) |
|  |                                         |

|  | Chinese vlagdolfijn (familie Inioidea)                                                                              |
|  | |
|  | \| \| Orinocodolfijnen (familie Phocoenidae) \| \| \| \| \| \| La Plata-dolfijn (familie Pontoporiidae) \| \| \| \| |
|  | |
|  | Orinocodolfijnen (familie Phocoenidae)                                                                              |
|  | |
|  | La Plata-dolfijn (familie Pontoporiidae)                                                                            |
|  | |

|  | Orinocodolfijnen (familie Phocoenidae)   |
|  |                                          |
|  | La Plata-dolfijn (familie Pontoporiidae) |
|  |                                          |

|  | familie echte dolfijnen (Delphinidae)                                                                         |
|  | |
|  | \| \| familie bruinvissen (Phocoenidae) \| \| \| \| \| \| familie grondeldolfijnen (Monodontidae) \| \| \| \| |
|  | |
|  | familie bruinvissen (Phocoenidae)                                                                             |
|  | |
|  | familie grondeldolfijnen (Monodontidae)                                                                       |
|  | |

|  | familie bruinvissen (Phocoenidae)       |
|  |                                         |
|  | familie grondeldolfijnen (Monodontidae) |
|  |                                         |

|  | Chinese vlagdolfijn (familie Inioidea)                                                                              |
|  | |
|  | \| \| Orinocodolfijnen (familie Phocoenidae) \| \| \| \| \| \| La Plata-dolfijn (familie Pontoporiidae) \| \| \| \| |
|  | |
|  | Orinocodolfijnen (familie Phocoenidae)                                                                              |
|  | |
|  | La Plata-dolfijn (familie Pontoporiidae)                                                                            |
|  | |

|  | Orinocodolfijnen (familie Phocoenidae)   |
|  |                                          |
|  | La Plata-dolfijn (familie Pontoporiidae) |
|  |                                          |

|  | potvis (familie Physeteridae)     |
|  |                                   |
|  | familie dwergpotvissen (Kogiidae) |
|  |                                   |

|  | familie echte dolfijnen (Delphinidae)                                                                         |
|  | |
|  | \| \| familie bruinvissen (Phocoenidae) \| \| \| \| \| \| familie grondeldolfijnen (Monodontidae) \| \| \| \| |
|  | |
|  | familie bruinvissen (Phocoenidae)                                                                             |
|  | |
|  | familie grondeldolfijnen (Monodontidae)                                                                       |
|  | |

|  | familie bruinvissen (Phocoenidae)       |
|  |                                         |
|  | familie grondeldolfijnen (Monodontidae) |
|  |                                         |

|  | Chinese vlagdolfijn (familie Inioidea)                                                                              |
|  | |
|  | \| \| Orinocodolfijnen (familie Phocoenidae) \| \| \| \| \| \| La Plata-dolfijn (familie Pontoporiidae) \| \| \| \| |
|  | |
|  | Orinocodolfijnen (familie Phocoenidae)                                                                              |
|  | |
|  | La Plata-dolfijn (familie Pontoporiidae)                                                                            |
|  | |

|  | Orinocodolfijnen (familie Phocoenidae)   |
|  |                                          |
|  | La Plata-dolfijn (familie Pontoporiidae) |
|  |                                          |

|  | familie echte dolfijnen (Delphinidae)                                                                         |
|  | |
|  | \| \| familie bruinvissen (Phocoenidae) \| \| \| \| \| \| familie grondeldolfijnen (Monodontidae) \| \| \| \| |
|  | |
|  | familie bruinvissen (Phocoenidae)                                                                             |
|  | |
|  | familie grondeldolfijnen (Monodontidae)                                                                       |
|  | |

|  | familie bruinvissen (Phocoenidae)       |
|  |                                         |
|  | familie grondeldolfijnen (Monodontidae) |
|  |                                         |

|  | Chinese vlagdolfijn (familie Inioidea)                                                                              |
|  | |
|  | \| \| Orinocodolfijnen (familie Phocoenidae) \| \| \| \| \| \| La Plata-dolfijn (familie Pontoporiidae) \| \| \| \| |
|  | |
|  | Orinocodolfijnen (familie Phocoenidae)                                                                              |
|  | |
|  | La Plata-dolfijn (familie Pontoporiidae)                                                                            |
|  | |

|  | Orinocodolfijnen (familie Phocoenidae)   |
|  |                                          |
|  | La Plata-dolfijn (familie Pontoporiidae) |
|  |                                          |

|  | familie echte dolfijnen (Delphinidae)                                                                         |
|  | |
|  | \| \| familie bruinvissen (Phocoenidae) \| \| \| \| \| \| familie grondeldolfijnen (Monodontidae) \| \| \| \| |
|  | |
|  | familie bruinvissen (Phocoenidae)                                                                             |
|  | |
|  | familie grondeldolfijnen (Monodontidae)                                                                       |
|  | |

|  | familie bruinvissen (Phocoenidae)       |
|  |                                         |
|  | familie grondeldolfijnen (Monodontidae) |
|  |                                         |

|  | Chinese vlagdolfijn (familie Inioidea)                                                                              |
|  | |
|  | \| \| Orinocodolfijnen (familie Phocoenidae) \| \| \| \| \| \| La Plata-dolfijn (familie Pontoporiidae) \| \| \| \| |
|  | |
|  | Orinocodolfijnen (familie Phocoenidae)                                                                              |
|  | |
|  | La Plata-dolfijn (familie Pontoporiidae)                                                                            |
|  | |

|  | Orinocodolfijnen (familie Phocoenidae)   |
|  |                                          |
|  | La Plata-dolfijn (familie Pontoporiidae) |
|  |                                          |

|  | familie echte dolfijnen (Delphinidae)                                                                         |
|  | |
|  | \| \| familie bruinvissen (Phocoenidae) \| \| \| \| \| \| familie grondeldolfijnen (Monodontidae) \| \| \| \| |
|  | |
|  | familie bruinvissen (Phocoenidae)                                                                             |
|  | |
|  | familie grondeldolfijnen (Monodontidae)                                                                       |
|  | |

|  | familie bruinvissen (Phocoenidae)       |
|  |                                         |
|  | familie grondeldolfijnen (Monodontidae) |
|  |                                         |

|  | Chinese vlagdolfijn (familie Inioidea)                                                                              |
|  | |
|  | \| \| Orinocodolfijnen (familie Phocoenidae) \| \| \| \| \| \| La Plata-dolfijn (familie Pontoporiidae) \| \| \| \| |
|  | |
|  | Orinocodolfijnen (familie Phocoenidae)                                                                              |
|  | |
|  | La Plata-dolfijn (familie Pontoporiidae)                                                                            |
|  | |

|  | Orinocodolfijnen (familie Phocoenidae)   |
|  |                                          |
|  | La Plata-dolfijn (familie Pontoporiidae) |
|  |                                          |

|  | familie echte dolfijnen (Delphinidae)                                                                         |
|  | |
|  | \| \| familie bruinvissen (Phocoenidae) \| \| \| \| \| \| familie grondeldolfijnen (Monodontidae) \| \| \| \| |
|  | |
|  | familie bruinvissen (Phocoenidae)                                                                             |
|  | |
|  | familie grondeldolfijnen (Monodontidae)                                                                       |
|  | |

|  | familie bruinvissen (Phocoenidae)       |
|  |                                         |
|  | familie grondeldolfijnen (Monodontidae) |
|  |                                         |

|  | Chinese vlagdolfijn (familie Inioidea)                                                                              |
|  | |
|  | \| \| Orinocodolfijnen (familie Phocoenidae) \| \| \| \| \| \| La Plata-dolfijn (familie Pontoporiidae) \| \| \| \| |
|  | |
|  | Orinocodolfijnen (familie Phocoenidae)                                                                              |
|  | |
|  | La Plata-dolfijn (familie Pontoporiidae)                                                                            |
|  | |

|  | Orinocodolfijnen (familie Phocoenidae)   |
|  |                                          |
|  | La Plata-dolfijn (familie Pontoporiidae) |
|  |                                          |

|  | familie echte dolfijnen (Delphinidae)                                                                         |
|  | |
|  | \| \| familie bruinvissen (Phocoenidae) \| \| \| \| \| \| familie grondeldolfijnen (Monodontidae) \| \| \| \| |
|  | |
|  | familie bruinvissen (Phocoenidae)                                                                             |
|  | |
|  | familie grondeldolfijnen (Monodontidae)                                                                       |
|  | |

|  | familie bruinvissen (Phocoenidae)       |
|  |                                         |
|  | familie grondeldolfijnen (Monodontidae) |
|  |                                         |

|  | Chinese vlagdolfijn (familie Inioidea)                                                                              |
|  | |
|  | \| \| Orinocodolfijnen (familie Phocoenidae) \| \| \| \| \| \| La Plata-dolfijn (familie Pontoporiidae) \| \| \| \| |
|  | |
|  | Orinocodolfijnen (familie Phocoenidae)                                                                              |
|  | |
|  | La Plata-dolfijn (familie Pontoporiidae)                                                                            |
|  | |

|  | Orinocodolfijnen (familie Phocoenidae)   |
|  |                                          |
|  | La Plata-dolfijn (familie Pontoporiidae) |
|  |                                          |

|  | familie echte dolfijnen (Delphinidae)                                                                         |
|  | |
|  | \| \| familie bruinvissen (Phocoenidae) \| \| \| \| \| \| familie grondeldolfijnen (Monodontidae) \| \| \| \| |
|  | |
|  | familie bruinvissen (Phocoenidae)                                                                             |
|  | |
|  | familie grondeldolfijnen (Monodontidae)                                                                       |
|  | |

|  | familie bruinvissen (Phocoenidae)       |
|  |                                         |
|  | familie grondeldolfijnen (Monodontidae) |
|  |                                         |

|  | Chinese vlagdolfijn (familie Inioidea)                                                                              |
|  | |
|  | \| \| Orinocodolfijnen (familie Phocoenidae) \| \| \| \| \| \| La Plata-dolfijn (familie Pontoporiidae) \| \| \| \| |
|  | |
|  | Orinocodolfijnen (familie Phocoenidae)                                                                              |
|  | |
|  | La Plata-dolfijn (familie Pontoporiidae)                                                                            |
|  | |

|  | Orinocodolfijnen (familie Phocoenidae)   |
|  |                                          |
|  | La Plata-dolfijn (familie Pontoporiidae) |
|  |                                          |

|  | familie echte dolfijnen (Delphinidae)                                                                         |
|  | |
|  | \| \| familie bruinvissen (Phocoenidae) \| \| \| \| \| \| familie grondeldolfijnen (Monodontidae) \| \| \| \| |
|  | |
|  | familie bruinvissen (Phocoenidae)                                                                             |
|  | |
|  | familie grondeldolfijnen (Monodontidae)                                                                       |
|  | |

|  | familie bruinvissen (Phocoenidae)       |
|  |                                         |
|  | familie grondeldolfijnen (Monodontidae) |
|  |                                         |

|  | Chinese vlagdolfijn (familie Inioidea)                                                                              |
|  | |
|  | \| \| Orinocodolfijnen (familie Phocoenidae) \| \| \| \| \| \| La Plata-dolfijn (familie Pontoporiidae) \| \| \| \| |
|  | |
|  | Orinocodolfijnen (familie Phocoenidae)                                                                              |
|  | |
|  | La Plata-dolfijn (familie Pontoporiidae)                                                                            |
|  | |

|  | Orinocodolfijnen (familie Phocoenidae)   |
|  |                                          |
|  | La Plata-dolfijn (familie Pontoporiidae) |
|  |                                          |

|  | potvis (familie Physeteridae)     |
|  |                                   |
|  | familie dwergpotvissen (Kogiidae) |
|  |                                   |

|  | familie echte dolfijnen (Delphinidae)                                                                         |
|  | |
|  | \| \| familie bruinvissen (Phocoenidae) \| \| \| \| \| \| familie grondeldolfijnen (Monodontidae) \| \| \| \| |
|  | |
|  | familie bruinvissen (Phocoenidae)                                                                             |
|  | |
|  | familie grondeldolfijnen (Monodontidae)                                                                       |
|  | |

|  | familie bruinvissen (Phocoenidae)       |
|  |                                         |
|  | familie grondeldolfijnen (Monodontidae) |
|  |                                         |

|  | Chinese vlagdolfijn (familie Inioidea)                                                                              |
|  | |
|  | \| \| Orinocodolfijnen (familie Phocoenidae) \| \| \| \| \| \| La Plata-dolfijn (familie Pontoporiidae) \| \| \| \| |
|  | |
|  | Orinocodolfijnen (familie Phocoenidae)                                                                              |
|  | |
|  | La Plata-dolfijn (familie Pontoporiidae)                                                                            |
|  | |

|  | Orinocodolfijnen (familie Phocoenidae)   |
|  |                                          |
|  | La Plata-dolfijn (familie Pontoporiidae) |
|  |                                          |

|  | familie echte dolfijnen (Delphinidae)                                                                         |
|  | |
|  | \| \| familie bruinvissen (Phocoenidae) \| \| \| \| \| \| familie grondeldolfijnen (Monodontidae) \| \| \| \| |
|  | |
|  | familie bruinvissen (Phocoenidae)                                                                             |
|  | |
|  | familie grondeldolfijnen (Monodontidae)                                                                       |
|  | |

|  | familie bruinvissen (Phocoenidae)       |
|  |                                         |
|  | familie grondeldolfijnen (Monodontidae) |
|  |                                         |

|  | Chinese vlagdolfijn (familie Inioidea)                                                                              |
|  | |
|  | \| \| Orinocodolfijnen (familie Phocoenidae) \| \| \| \| \| \| La Plata-dolfijn (familie Pontoporiidae) \| \| \| \| |
|  | |
|  | Orinocodolfijnen (familie Phocoenidae)                                                                              |
|  | |
|  | La Plata-dolfijn (familie Pontoporiidae)                                                                            |
|  | |

|  | Orinocodolfijnen (familie Phocoenidae)   |
|  |                                          |
|  | La Plata-dolfijn (familie Pontoporiidae) |
|  |                                          |

|  | familie echte dolfijnen (Delphinidae)                                                                         |
|  | |
|  | \| \| familie bruinvissen (Phocoenidae) \| \| \| \| \| \| familie grondeldolfijnen (Monodontidae) \| \| \| \| |
|  | |
|  | familie bruinvissen (Phocoenidae)                                                                             |
|  | |
|  | familie grondeldolfijnen (Monodontidae)                                                                       |
|  | |

|  | familie bruinvissen (Phocoenidae)       |
|  |                                         |
|  | familie grondeldolfijnen (Monodontidae) |
|  |                                         |

|  | Chinese vlagdolfijn (familie Inioidea)                                                                              |
|  | |
|  | \| \| Orinocodolfijnen (familie Phocoenidae) \| \| \| \| \| \| La Plata-dolfijn (familie Pontoporiidae) \| \| \| \| |
|  | |
|  | Orinocodolfijnen (familie Phocoenidae)                                                                              |
|  | |
|  | La Plata-dolfijn (familie Pontoporiidae)                                                                            |
|  | |

|  | Orinocodolfijnen (familie Phocoenidae)   |
|  |                                          |
|  | La Plata-dolfijn (familie Pontoporiidae) |
|  |                                          |

|  | familie echte dolfijnen (Delphinidae)                                                                         |
|  | |
|  | \| \| familie bruinvissen (Phocoenidae) \| \| \| \| \| \| familie grondeldolfijnen (Monodontidae) \| \| \| \| |
|  | |
|  | familie bruinvissen (Phocoenidae)                                                                             |
|  | |
|  | familie grondeldolfijnen (Monodontidae)                                                                       |
|  | |

|  | familie bruinvissen (Phocoenidae)       |
|  |                                         |
|  | familie grondeldolfijnen (Monodontidae) |
|  |                                         |

|  | Chinese vlagdolfijn (familie Inioidea)                                                                              |
|  | |
|  | \| \| Orinocodolfijnen (familie Phocoenidae) \| \| \| \| \| \| La Plata-dolfijn (familie Pontoporiidae) \| \| \| \| |
|  | |
|  | Orinocodolfijnen (familie Phocoenidae)                                                                              |
|  | |
|  | La Plata-dolfijn (familie Pontoporiidae)                                                                            |
|  | |

|  | Orinocodolfijnen (familie Phocoenidae)   |
|  |                                          |
|  | La Plata-dolfijn (familie Pontoporiidae) |
|  |                                          |

|  | familie echte dolfijnen (Delphinidae)                                                                         |
|  | |
|  | \| \| familie bruinvissen (Phocoenidae) \| \| \| \| \| \| familie grondeldolfijnen (Monodontidae) \| \| \| \| |
|  | |
|  | familie bruinvissen (Phocoenidae)                                                                             |
|  | |
|  | familie grondeldolfijnen (Monodontidae)                                                                       |
|  | |

|  | familie bruinvissen (Phocoenidae)       |
|  |                                         |
|  | familie grondeldolfijnen (Monodontidae) |
|  |                                         |

|  | Chinese vlagdolfijn (familie Inioidea)                                                                              |
|  | |
|  | \| \| Orinocodolfijnen (familie Phocoenidae) \| \| \| \| \| \| La Plata-dolfijn (familie Pontoporiidae) \| \| \| \| |
|  | |
|  | Orinocodolfijnen (familie Phocoenidae)                                                                              |
|  | |
|  | La Plata-dolfijn (familie Pontoporiidae)                                                                            |
|  | |

|  | Orinocodolfijnen (familie Phocoenidae)   |
|  |                                          |
|  | La Plata-dolfijn (familie Pontoporiidae) |
|  |                                          |

|  | familie echte dolfijnen (Delphinidae)                                                                         |
|  | |
|  | \| \| familie bruinvissen (Phocoenidae) \| \| \| \| \| \| familie grondeldolfijnen (Monodontidae) \| \| \| \| |
|  | |
|  | familie bruinvissen (Phocoenidae)                                                                             |
|  | |
|  | familie grondeldolfijnen (Monodontidae)                                                                       |
|  | |

|  | familie bruinvissen (Phocoenidae)       |
|  |                                         |
|  | familie grondeldolfijnen (Monodontidae) |
|  |                                         |

|  | Chinese vlagdolfijn (familie Inioidea)                                                                              |
|  | |
|  | \| \| Orinocodolfijnen (familie Phocoenidae) \| \| \| \| \| \| La Plata-dolfijn (familie Pontoporiidae) \| \| \| \| |
|  | |
|  | Orinocodolfijnen (familie Phocoenidae)                                                                              |
|  | |
|  | La Plata-dolfijn (familie Pontoporiidae)                                                                            |
|  | |

|  | Orinocodolfijnen (familie Phocoenidae)   |
|  |                                          |
|  | La Plata-dolfijn (familie Pontoporiidae) |
|  |                                          |

|  | familie echte dolfijnen (Delphinidae)                                                                         |
|  | |
|  | \| \| familie bruinvissen (Phocoenidae) \| \| \| \| \| \| familie grondeldolfijnen (Monodontidae) \| \| \| \| |
|  | |
|  | familie bruinvissen (Phocoenidae)                                                                             |
|  | |
|  | familie grondeldolfijnen (Monodontidae)                                                                       |
|  | |

|  | familie bruinvissen (Phocoenidae)       |
|  |                                         |
|  | familie grondeldolfijnen (Monodontidae) |
|  |                                         |

|  | Chinese vlagdolfijn (familie Inioidea)                                                                              |
|  | |
|  | \| \| Orinocodolfijnen (familie Phocoenidae) \| \| \| \| \| \| La Plata-dolfijn (familie Pontoporiidae) \| \| \| \| |
|  | |
|  | Orinocodolfijnen (familie Phocoenidae)                                                                              |
|  | |
|  | La Plata-dolfijn (familie Pontoporiidae)                                                                            |
|  | |

|  | Orinocodolfijnen (familie Phocoenidae)   |
|  |                                          |
|  | La Plata-dolfijn (familie Pontoporiidae) |
|  |                                          |

|  | familie echte dolfijnen (Delphinidae)                                                                         |
|  | |
|  | \| \| familie bruinvissen (Phocoenidae) \| \| \| \| \| \| familie grondeldolfijnen (Monodontidae) \| \| \| \| |
|  | |
|  | familie bruinvissen (Phocoenidae)                                                                             |
|  | |
|  | familie grondeldolfijnen (Monodontidae)                                                                       |
|  | |

|  | familie bruinvissen (Phocoenidae)       |
|  |                                         |
|  | familie grondeldolfijnen (Monodontidae) |
|  |                                         |

|  | Chinese vlagdolfijn (familie Inioidea)                                                                              |
|  | |
|  | \| \| Orinocodolfijnen (familie Phocoenidae) \| \| \| \| \| \| La Plata-dolfijn (familie Pontoporiidae) \| \| \| \| |
|  | |
|  | Orinocodolfijnen (familie Phocoenidae)                                                                              |
|  | |
|  | La Plata-dolfijn (familie Pontoporiidae)                                                                            |
|  | |

|  | Orinocodolfijnen (familie Phocoenidae)   |
|  |                                          |
|  | La Plata-dolfijn (familie Pontoporiidae) |
|  |                                          |

|  | potvis (familie Physeteridae)     |
|  |                                   |
|  | familie dwergpotvissen (Kogiidae) |
|  |                                   |

|  | familie echte dolfijnen (Delphinidae)                                                                         |
|  | |
|  | \| \| familie bruinvissen (Phocoenidae) \| \| \| \| \| \| familie grondeldolfijnen (Monodontidae) \| \| \| \| |
|  | |
|  | familie bruinvissen (Phocoenidae)                                                                             |
|  | |
|  | familie grondeldolfijnen (Monodontidae)                                                                       |
|  | |

|  | familie bruinvissen (Phocoenidae)       |
|  |                                         |
|  | familie grondeldolfijnen (Monodontidae) |
|  |                                         |

|  | Chinese vlagdolfijn (familie Inioidea)                                                                              |
|  | |
|  | \| \| Orinocodolfijnen (familie Phocoenidae) \| \| \| \| \| \| La Plata-dolfijn (familie Pontoporiidae) \| \| \| \| |
|  | |
|  | Orinocodolfijnen (familie Phocoenidae)                                                                              |
|  | |
|  | La Plata-dolfijn (familie Pontoporiidae)                                                                            |
|  | |

|  | Orinocodolfijnen (familie Phocoenidae)   |
|  |                                          |
|  | La Plata-dolfijn (familie Pontoporiidae) |
|  |                                          |

|  | familie echte dolfijnen (Delphinidae)                                                                         |
|  | |
|  | \| \| familie bruinvissen (Phocoenidae) \| \| \| \| \| \| familie grondeldolfijnen (Monodontidae) \| \| \| \| |
|  | |
|  | familie bruinvissen (Phocoenidae)                                                                             |
|  | |
|  | familie grondeldolfijnen (Monodontidae)                                                                       |
|  | |

|  | familie bruinvissen (Phocoenidae)       |
|  |                                         |
|  | familie grondeldolfijnen (Monodontidae) |
|  |                                         |

|  | Chinese vlagdolfijn (familie Inioidea)                                                                              |
|  | |
|  | \| \| Orinocodolfijnen (familie Phocoenidae) \| \| \| \| \| \| La Plata-dolfijn (familie Pontoporiidae) \| \| \| \| |
|  | |
|  | Orinocodolfijnen (familie Phocoenidae)                                                                              |
|  | |
|  | La Plata-dolfijn (familie Pontoporiidae)                                                                            |
|  | |

|  | Orinocodolfijnen (familie Phocoenidae)   |
|  |                                          |
|  | La Plata-dolfijn (familie Pontoporiidae) |
|  |                                          |

|  | familie echte dolfijnen (Delphinidae)                                                                         |
|  | |
|  | \| \| familie bruinvissen (Phocoenidae) \| \| \| \| \| \| familie grondeldolfijnen (Monodontidae) \| \| \| \| |
|  | |
|  | familie bruinvissen (Phocoenidae)                                                                             |
|  | |
|  | familie grondeldolfijnen (Monodontidae)                                                                       |
|  | |

|  | familie bruinvissen (Phocoenidae)       |
|  |                                         |
|  | familie grondeldolfijnen (Monodontidae) |
|  |                                         |

|  | Chinese vlagdolfijn (familie Inioidea)                                                                              |
|  | |
|  | \| \| Orinocodolfijnen (familie Phocoenidae) \| \| \| \| \| \| La Plata-dolfijn (familie Pontoporiidae) \| \| \| \| |
|  | |
|  | Orinocodolfijnen (familie Phocoenidae)                                                                              |
|  | |
|  | La Plata-dolfijn (familie Pontoporiidae)                                                                            |
|  | |

|  | Orinocodolfijnen (familie Phocoenidae)   |
|  |                                          |
|  | La Plata-dolfijn (familie Pontoporiidae) |
|  |                                          |

|  | familie echte dolfijnen (Delphinidae)                                                                         |
|  | |
|  | \| \| familie bruinvissen (Phocoenidae) \| \| \| \| \| \| familie grondeldolfijnen (Monodontidae) \| \| \| \| |
|  | |
|  | familie bruinvissen (Phocoenidae)                                                                             |
|  | |
|  | familie grondeldolfijnen (Monodontidae)                                                                       |
|  | |

|  | familie bruinvissen (Phocoenidae)       |
|  |                                         |
|  | familie grondeldolfijnen (Monodontidae) |
|  |                                         |

|  | Chinese vlagdolfijn (familie Inioidea)                                                                              |
|  | |
|  | \| \| Orinocodolfijnen (familie Phocoenidae) \| \| \| \| \| \| La Plata-dolfijn (familie Pontoporiidae) \| \| \| \| |
|  | |
|  | Orinocodolfijnen (familie Phocoenidae)                                                                              |
|  | |
|  | La Plata-dolfijn (familie Pontoporiidae)                                                                            |
|  | |

|  | Orinocodolfijnen (familie Phocoenidae)   |
|  |                                          |
|  | La Plata-dolfijn (familie Pontoporiidae) |
|  |                                          |

|  | familie echte dolfijnen (Delphinidae)                                                                         |
|  | |
|  | \| \| familie bruinvissen (Phocoenidae) \| \| \| \| \| \| familie grondeldolfijnen (Monodontidae) \| \| \| \| |
|  | |
|  | familie bruinvissen (Phocoenidae)                                                                             |
|  | |
|  | familie grondeldolfijnen (Monodontidae)                                                                       |
|  | |

|  | familie bruinvissen (Phocoenidae)       |
|  |                                         |
|  | familie grondeldolfijnen (Monodontidae) |
|  |                                         |

|  | Chinese vlagdolfijn (familie Inioidea)                                                                              |
|  | |
|  | \| \| Orinocodolfijnen (familie Phocoenidae) \| \| \| \| \| \| La Plata-dolfijn (familie Pontoporiidae) \| \| \| \| |
|  | |
|  | Orinocodolfijnen (familie Phocoenidae)                                                                              |
|  | |
|  | La Plata-dolfijn (familie Pontoporiidae)                                                                            |
|  | |

|  | Orinocodolfijnen (familie Phocoenidae)   |
|  |                                          |
|  | La Plata-dolfijn (familie Pontoporiidae) |
|  |                                          |

|  | familie echte dolfijnen (Delphinidae)                                                                         |
|  | |
|  | \| \| familie bruinvissen (Phocoenidae) \| \| \| \| \| \| familie grondeldolfijnen (Monodontidae) \| \| \| \| |
|  | |
|  | familie bruinvissen (Phocoenidae)                                                                             |
|  | |
|  | familie grondeldolfijnen (Monodontidae)                                                                       |
|  | |

|  | familie bruinvissen (Phocoenidae)       |
|  |                                         |
|  | familie grondeldolfijnen (Monodontidae) |
|  |                                         |

|  | Chinese vlagdolfijn (familie Inioidea)                                                                              |
|  | |
|  | \| \| Orinocodolfijnen (familie Phocoenidae) \| \| \| \| \| \| La Plata-dolfijn (familie Pontoporiidae) \| \| \| \| |
|  | |
|  | Orinocodolfijnen (familie Phocoenidae)                                                                              |
|  | |
|  | La Plata-dolfijn (familie Pontoporiidae)                                                                            |
|  | |

|  | Orinocodolfijnen (familie Phocoenidae)   |
|  |                                          |
|  | La Plata-dolfijn (familie Pontoporiidae) |
|  |                                          |

|  | familie echte dolfijnen (Delphinidae)                                                                         |
|  | |
|  | \| \| familie bruinvissen (Phocoenidae) \| \| \| \| \| \| familie grondeldolfijnen (Monodontidae) \| \| \| \| |
|  | |
|  | familie bruinvissen (Phocoenidae)                                                                             |
|  | |
|  | familie grondeldolfijnen (Monodontidae)                                                                       |
|  | |

|  | familie bruinvissen (Phocoenidae)       |
|  |                                         |
|  | familie grondeldolfijnen (Monodontidae) |
|  |                                         |

|  | Chinese vlagdolfijn (familie Inioidea)                                                                              |
|  | |
|  | \| \| Orinocodolfijnen (familie Phocoenidae) \| \| \| \| \| \| La Plata-dolfijn (familie Pontoporiidae) \| \| \| \| |
|  | |
|  | Orinocodolfijnen (familie Phocoenidae)                                                                              |
|  | |
|  | La Plata-dolfijn (familie Pontoporiidae)                                                                            |
|  | |

|  | Orinocodolfijnen (familie Phocoenidae)   |
|  |                                          |
|  | La Plata-dolfijn (familie Pontoporiidae) |
|  |                                          |

|  | familie echte dolfijnen (Delphinidae)                                                                         |
|  | |
|  | \| \| familie bruinvissen (Phocoenidae) \| \| \| \| \| \| familie grondeldolfijnen (Monodontidae) \| \| \| \| |
|  | |
|  | familie bruinvissen (Phocoenidae)                                                                             |
|  | |
|  | familie grondeldolfijnen (Monodontidae)                                                                       |
|  | |

|  | familie bruinvissen (Phocoenidae)       |
|  |                                         |
|  | familie grondeldolfijnen (Monodontidae) |
|  |                                         |

|  | Chinese vlagdolfijn (familie Inioidea)                                                                              |
|  | |
|  | \| \| Orinocodolfijnen (familie Phocoenidae) \| \| \| \| \| \| La Plata-dolfijn (familie Pontoporiidae) \| \| \| \| |
|  | |
|  | Orinocodolfijnen (familie Phocoenidae)                                                                              |
|  | |
|  | La Plata-dolfijn (familie Pontoporiidae)                                                                            |
|  | |

|  | Orinocodolfijnen (familie Phocoenidae)   |
|  |                                          |
|  | La Plata-dolfijn (familie Pontoporiidae) |
|  |                                          |

|  | potvis (familie Physeteridae)     |
|  |                                   |
|  | familie dwergpotvissen (Kogiidae) |
|  |                                   |

|  | familie echte dolfijnen (Delphinidae)                                                                         |
|  | |
|  | \| \| familie bruinvissen (Phocoenidae) \| \| \| \| \| \| familie grondeldolfijnen (Monodontidae) \| \| \| \| |
|  | |
|  | familie bruinvissen (Phocoenidae)                                                                             |
|  | |
|  | familie grondeldolfijnen (Monodontidae)                                                                       |
|  | |

|  | familie bruinvissen (Phocoenidae)       |
|  |                                         |
|  | familie grondeldolfijnen (Monodontidae) |
|  |                                         |

|  | Chinese vlagdolfijn (familie Inioidea)                                                                              |
|  | |
|  | \| \| Orinocodolfijnen (familie Phocoenidae) \| \| \| \| \| \| La Plata-dolfijn (familie Pontoporiidae) \| \| \| \| |
|  | |
|  | Orinocodolfijnen (familie Phocoenidae)                                                                              |
|  | |
|  | La Plata-dolfijn (familie Pontoporiidae)                                                                            |
|  | |

|  | Orinocodolfijnen (familie Phocoenidae)   |
|  |                                          |
|  | La Plata-dolfijn (familie Pontoporiidae) |
|  |                                          |

|  | familie echte dolfijnen (Delphinidae)                                                                         |
|  | |
|  | \| \| familie bruinvissen (Phocoenidae) \| \| \| \| \| \| familie grondeldolfijnen (Monodontidae) \| \| \| \| |
|  | |
|  | familie bruinvissen (Phocoenidae)                                                                             |
|  | |
|  | familie grondeldolfijnen (Monodontidae)                                                                       |
|  | |

|  | familie bruinvissen (Phocoenidae)       |
|  |                                         |
|  | familie grondeldolfijnen (Monodontidae) |
|  |                                         |

|  | Chinese vlagdolfijn (familie Inioidea)                                                                              |
|  | |
|  | \| \| Orinocodolfijnen (familie Phocoenidae) \| \| \| \| \| \| La Plata-dolfijn (familie Pontoporiidae) \| \| \| \| |
|  | |
|  | Orinocodolfijnen (familie Phocoenidae)                                                                              |
|  | |
|  | La Plata-dolfijn (familie Pontoporiidae)                                                                            |
|  | |

|  | Orinocodolfijnen (familie Phocoenidae)   |
|  |                                          |
|  | La Plata-dolfijn (familie Pontoporiidae) |
|  |                                          |

|  | familie echte dolfijnen (Delphinidae)                                                                         |
|  | |
|  | \| \| familie bruinvissen (Phocoenidae) \| \| \| \| \| \| familie grondeldolfijnen (Monodontidae) \| \| \| \| |
|  | |
|  | familie bruinvissen (Phocoenidae)                                                                             |
|  | |
|  | familie grondeldolfijnen (Monodontidae)                                                                       |
|  | |

|  | familie bruinvissen (Phocoenidae)       |
|  |                                         |
|  | familie grondeldolfijnen (Monodontidae) |
|  |                                         |

|  | Chinese vlagdolfijn (familie Inioidea)                                                                              |
|  | |
|  | \| \| Orinocodolfijnen (familie Phocoenidae) \| \| \| \| \| \| La Plata-dolfijn (familie Pontoporiidae) \| \| \| \| |
|  | |
|  | Orinocodolfijnen (familie Phocoenidae)                                                                              |
|  | |
|  | La Plata-dolfijn (familie Pontoporiidae)                                                                            |
|  | |

|  | Orinocodolfijnen (familie Phocoenidae)   |
|  |                                          |
|  | La Plata-dolfijn (familie Pontoporiidae) |
|  |                                          |

|  | familie echte dolfijnen (Delphinidae)                                                                         |
|  | |
|  | \| \| familie bruinvissen (Phocoenidae) \| \| \| \| \| \| familie grondeldolfijnen (Monodontidae) \| \| \| \| |
|  | |
|  | familie bruinvissen (Phocoenidae)                                                                             |
|  | |
|  | familie grondeldolfijnen (Monodontidae)                                                                       |
|  | |

|  | familie bruinvissen (Phocoenidae)       |
|  |                                         |
|  | familie grondeldolfijnen (Monodontidae) |
|  |                                         |

|  | Chinese vlagdolfijn (familie Inioidea)                                                                              |
|  | |
|  | \| \| Orinocodolfijnen (familie Phocoenidae) \| \| \| \| \| \| La Plata-dolfijn (familie Pontoporiidae) \| \| \| \| |
|  | |
|  | Orinocodolfijnen (familie Phocoenidae)                                                                              |
|  | |
|  | La Plata-dolfijn (familie Pontoporiidae)                                                                            |
|  | |

|  | Orinocodolfijnen (familie Phocoenidae)   |
|  |                                          |
|  | La Plata-dolfijn (familie Pontoporiidae) |
|  |                                          |

|  | familie echte dolfijnen (Delphinidae)                                                                         |
|  | |
|  | \| \| familie bruinvissen (Phocoenidae) \| \| \| \| \| \| familie grondeldolfijnen (Monodontidae) \| \| \| \| |
|  | |
|  | familie bruinvissen (Phocoenidae)                                                                             |
|  | |
|  | familie grondeldolfijnen (Monodontidae)                                                                       |
|  | |

|  | familie bruinvissen (Phocoenidae)       |
|  |                                         |
|  | familie grondeldolfijnen (Monodontidae) |
|  |                                         |

|  | Chinese vlagdolfijn (familie Inioidea)                                                                              |
|  | |
|  | \| \| Orinocodolfijnen (familie Phocoenidae) \| \| \| \| \| \| La Plata-dolfijn (familie Pontoporiidae) \| \| \| \| |
|  | |
|  | Orinocodolfijnen (familie Phocoenidae)                                                                              |
|  | |
|  | La Plata-dolfijn (familie Pontoporiidae)                                                                            |
|  | |

|  | Orinocodolfijnen (familie Phocoenidae)   |
|  |                                          |
|  | La Plata-dolfijn (familie Pontoporiidae) |
|  |                                          |

|  | familie echte dolfijnen (Delphinidae)                                                                         |
|  | |
|  | \| \| familie bruinvissen (Phocoenidae) \| \| \| \| \| \| familie grondeldolfijnen (Monodontidae) \| \| \| \| |
|  | |
|  | familie bruinvissen (Phocoenidae)                                                                             |
|  | |
|  | familie grondeldolfijnen (Monodontidae)                                                                       |
|  | |

|  | familie bruinvissen (Phocoenidae)       |
|  |                                         |
|  | familie grondeldolfijnen (Monodontidae) |
|  |                                         |

|  | Chinese vlagdolfijn (familie Inioidea)                                                                              |
|  | |
|  | \| \| Orinocodolfijnen (familie Phocoenidae) \| \| \| \| \| \| La Plata-dolfijn (familie Pontoporiidae) \| \| \| \| |
|  | |
|  | Orinocodolfijnen (familie Phocoenidae)                                                                              |
|  | |
|  | La Plata-dolfijn (familie Pontoporiidae)                                                                            |
|  | |

|  | Orinocodolfijnen (familie Phocoenidae)   |
|  |                                          |
|  | La Plata-dolfijn (familie Pontoporiidae) |
|  |                                          |

|  | familie echte dolfijnen (Delphinidae)                                                                         |
|  | |
|  | \| \| familie bruinvissen (Phocoenidae) \| \| \| \| \| \| familie grondeldolfijnen (Monodontidae) \| \| \| \| |
|  | |
|  | familie bruinvissen (Phocoenidae)                                                                             |
|  | |
|  | familie grondeldolfijnen (Monodontidae)                                                                       |
|  | |

|  | familie bruinvissen (Phocoenidae)       |
|  |                                         |
|  | familie grondeldolfijnen (Monodontidae) |
|  |                                         |

|  | Chinese vlagdolfijn (familie Inioidea)                                                                              |
|  | |
|  | \| \| Orinocodolfijnen (familie Phocoenidae) \| \| \| \| \| \| La Plata-dolfijn (familie Pontoporiidae) \| \| \| \| |
|  | |
|  | Orinocodolfijnen (familie Phocoenidae)                                                                              |
|  | |
|  | La Plata-dolfijn (familie Pontoporiidae)                                                                            |
|  | |

|  | Orinocodolfijnen (familie Phocoenidae)   |
|  |                                          |
|  | La Plata-dolfijn (familie Pontoporiidae) |
|  |                                          |

|  | familie echte dolfijnen (Delphinidae)                                                                         |
|  | |
|  | \| \| familie bruinvissen (Phocoenidae) \| \| \| \| \| \| familie grondeldolfijnen (Monodontidae) \| \| \| \| |
|  | |
|  | familie bruinvissen (Phocoenidae)                                                                             |
|  | |
|  | familie grondeldolfijnen (Monodontidae)                                                                       |
|  | |

|  | familie bruinvissen (Phocoenidae)       |
|  |                                         |
|  | familie grondeldolfijnen (Monodontidae) |
|  |                                         |

|  | Chinese vlagdolfijn (familie Inioidea)                                                                              |
|  | |
|  | \| \| Orinocodolfijnen (familie Phocoenidae) \| \| \| \| \| \| La Plata-dolfijn (familie Pontoporiidae) \| \| \| \| |
|  | |
|  | Orinocodolfijnen (familie Phocoenidae)                                                                              |
|  | |
|  | La Plata-dolfijn (familie Pontoporiidae)                                                                            |
|  | |

|  | Orinocodolfijnen (familie Phocoenidae)   |
|  |                                          |
|  | La Plata-dolfijn (familie Pontoporiidae) |
|  |                                          |

|  | potvis (familie Physeteridae)     |
|  |                                   |
|  | familie dwergpotvissen (Kogiidae) |
|  |                                   |

|  | familie echte dolfijnen (Delphinidae)                                                                         |
|  | |
|  | \| \| familie bruinvissen (Phocoenidae) \| \| \| \| \| \| familie grondeldolfijnen (Monodontidae) \| \| \| \| |
|  | |
|  | familie bruinvissen (Phocoenidae)                                                                             |
|  | |
|  | familie grondeldolfijnen (Monodontidae)                                                                       |
|  | |

|  | familie bruinvissen (Phocoenidae)       |
|  |                                         |
|  | familie grondeldolfijnen (Monodontidae) |
|  |                                         |

|  | Chinese vlagdolfijn (familie Inioidea)                                                                              |
|  | |
|  | \| \| Orinocodolfijnen (familie Phocoenidae) \| \| \| \| \| \| La Plata-dolfijn (familie Pontoporiidae) \| \| \| \| |
|  | |
|  | Orinocodolfijnen (familie Phocoenidae)                                                                              |
|  | |
|  | La Plata-dolfijn (familie Pontoporiidae)                                                                            |
|  | |

|  | Orinocodolfijnen (familie Phocoenidae)   |
|  |                                          |
|  | La Plata-dolfijn (familie Pontoporiidae) |
|  |                                          |

|  | familie echte dolfijnen (Delphinidae)                                                                         |
|  | |
|  | \| \| familie bruinvissen (Phocoenidae) \| \| \| \| \| \| familie grondeldolfijnen (Monodontidae) \| \| \| \| |
|  | |
|  | familie bruinvissen (Phocoenidae)                                                                             |
|  | |
|  | familie grondeldolfijnen (Monodontidae)                                                                       |
|  | |

|  | familie bruinvissen (Phocoenidae)       |
|  |                                         |
|  | familie grondeldolfijnen (Monodontidae) |
|  |                                         |

|  | Chinese vlagdolfijn (familie Inioidea)                                                                              |
|  | |
|  | \| \| Orinocodolfijnen (familie Phocoenidae) \| \| \| \| \| \| La Plata-dolfijn (familie Pontoporiidae) \| \| \| \| |
|  | |
|  | Orinocodolfijnen (familie Phocoenidae)                                                                              |
|  | |
|  | La Plata-dolfijn (familie Pontoporiidae)                                                                            |
|  | |

|  | Orinocodolfijnen (familie Phocoenidae)   |
|  |                                          |
|  | La Plata-dolfijn (familie Pontoporiidae) |
|  |                                          |

|  | familie echte dolfijnen (Delphinidae)                                                                         |
|  | |
|  | \| \| familie bruinvissen (Phocoenidae) \| \| \| \| \| \| familie grondeldolfijnen (Monodontidae) \| \| \| \| |
|  | |
|  | familie bruinvissen (Phocoenidae)                                                                             |
|  | |
|  | familie grondeldolfijnen (Monodontidae)                                                                       |
|  | |

|  | familie bruinvissen (Phocoenidae)       |
|  |                                         |
|  | familie grondeldolfijnen (Monodontidae) |
|  |                                         |

|  | Chinese vlagdolfijn (familie Inioidea)                                                                              |
|  | |
|  | \| \| Orinocodolfijnen (familie Phocoenidae) \| \| \| \| \| \| La Plata-dolfijn (familie Pontoporiidae) \| \| \| \| |
|  | |
|  | Orinocodolfijnen (familie Phocoenidae)                                                                              |
|  | |
|  | La Plata-dolfijn (familie Pontoporiidae)                                                                            |
|  | |

|  | Orinocodolfijnen (familie Phocoenidae)   |
|  |                                          |
|  | La Plata-dolfijn (familie Pontoporiidae) |
|  |                                          |

|  | familie echte dolfijnen (Delphinidae)                                                                         |
|  | |
|  | \| \| familie bruinvissen (Phocoenidae) \| \| \| \| \| \| familie grondeldolfijnen (Monodontidae) \| \| \| \| |
|  | |
|  | familie bruinvissen (Phocoenidae)                                                                             |
|  | |
|  | familie grondeldolfijnen (Monodontidae)                                                                       |
|  | |

|  | familie bruinvissen (Phocoenidae)       |
|  |                                         |
|  | familie grondeldolfijnen (Monodontidae) |
|  |                                         |

|  | Chinese vlagdolfijn (familie Inioidea)                                                                              |
|  | |
|  | \| \| Orinocodolfijnen (familie Phocoenidae) \| \| \| \| \| \| La Plata-dolfijn (familie Pontoporiidae) \| \| \| \| |
|  | |
|  | Orinocodolfijnen (familie Phocoenidae)                                                                              |
|  | |
|  | La Plata-dolfijn (familie Pontoporiidae)                                                                            |
|  | |

|  | Orinocodolfijnen (familie Phocoenidae)   |
|  |                                          |
|  | La Plata-dolfijn (familie Pontoporiidae) |
|  |                                          |

|  | familie echte dolfijnen (Delphinidae)                                                                         |
|  | |
|  | \| \| familie bruinvissen (Phocoenidae) \| \| \| \| \| \| familie grondeldolfijnen (Monodontidae) \| \| \| \| |
|  | |
|  | familie bruinvissen (Phocoenidae)                                                                             |
|  | |
|  | familie grondeldolfijnen (Monodontidae)                                                                       |
|  | |

|  | familie bruinvissen (Phocoenidae)       |
|  |                                         |
|  | familie grondeldolfijnen (Monodontidae) |
|  |                                         |

|  | Chinese vlagdolfijn (familie Inioidea)                                                                              |
|  | |
|  | \| \| Orinocodolfijnen (familie Phocoenidae) \| \| \| \| \| \| La Plata-dolfijn (familie Pontoporiidae) \| \| \| \| |
|  | |
|  | Orinocodolfijnen (familie Phocoenidae)                                                                              |
|  | |
|  | La Plata-dolfijn (familie Pontoporiidae)                                                                            |
|  | |

|  | Orinocodolfijnen (familie Phocoenidae)   |
|  |                                          |
|  | La Plata-dolfijn (familie Pontoporiidae) |
|  |                                          |

|  | familie echte dolfijnen (Delphinidae)                                                                         |
|  | |
|  | \| \| familie bruinvissen (Phocoenidae) \| \| \| \| \| \| familie grondeldolfijnen (Monodontidae) \| \| \| \| |
|  | |
|  | familie bruinvissen (Phocoenidae)                                                                             |
|  | |
|  | familie grondeldolfijnen (Monodontidae)                                                                       |
|  | |

|  | familie bruinvissen (Phocoenidae)       |
|  |                                         |
|  | familie grondeldolfijnen (Monodontidae) |
|  |                                         |

|  | Chinese vlagdolfijn (familie Inioidea)                                                                              |
|  | |
|  | \| \| Orinocodolfijnen (familie Phocoenidae) \| \| \| \| \| \| La Plata-dolfijn (familie Pontoporiidae) \| \| \| \| |
|  | |
|  | Orinocodolfijnen (familie Phocoenidae)                                                                              |
|  | |
|  | La Plata-dolfijn (familie Pontoporiidae)                                                                            |
|  | |

|  | Orinocodolfijnen (familie Phocoenidae)   |
|  |                                          |
|  | La Plata-dolfijn (familie Pontoporiidae) |
|  |                                          |

|  | familie echte dolfijnen (Delphinidae)                                                                         |
|  | |
|  | \| \| familie bruinvissen (Phocoenidae) \| \| \| \| \| \| familie grondeldolfijnen (Monodontidae) \| \| \| \| |
|  | |
|  | familie bruinvissen (Phocoenidae)                                                                             |
|  | |
|  | familie grondeldolfijnen (Monodontidae)                                                                       |
|  | |

|  | familie bruinvissen (Phocoenidae)       |
|  |                                         |
|  | familie grondeldolfijnen (Monodontidae) |
|  |                                         |

|  | Chinese vlagdolfijn (familie Inioidea)                                                                              |
|  | |
|  | \| \| Orinocodolfijnen (familie Phocoenidae) \| \| \| \| \| \| La Plata-dolfijn (familie Pontoporiidae) \| \| \| \| |
|  | |
|  | Orinocodolfijnen (familie Phocoenidae)                                                                              |
|  | |
|  | La Plata-dolfijn (familie Pontoporiidae)                                                                            |
|  | |

|  | Orinocodolfijnen (familie Phocoenidae)   |
|  |                                          |
|  | La Plata-dolfijn (familie Pontoporiidae) |
|  |                                          |

|  | familie echte dolfijnen (Delphinidae)                                                                         |
|  | |
|  | \| \| familie bruinvissen (Phocoenidae) \| \| \| \| \| \| familie grondeldolfijnen (Monodontidae) \| \| \| \| |
|  | |
|  | familie bruinvissen (Phocoenidae)                                                                             |
|  | |
|  | familie grondeldolfijnen (Monodontidae)                                                                       |
|  | |

|  | familie bruinvissen (Phocoenidae)       |
|  |                                         |
|  | familie grondeldolfijnen (Monodontidae) |
|  |                                         |

|  | Chinese vlagdolfijn (familie Inioidea)                                                                              |
|  | |
|  | \| \| Orinocodolfijnen (familie Phocoenidae) \| \| \| \| \| \| La Plata-dolfijn (familie Pontoporiidae) \| \| \| \| |
|  | |
|  | Orinocodolfijnen (familie Phocoenidae)                                                                              |
|  | |
|  | La Plata-dolfijn (familie Pontoporiidae)                                                                            |
|  | |

|  | Orinocodolfijnen (familie Phocoenidae)   |
|  |                                          |
|  | La Plata-dolfijn (familie Pontoporiidae) |
|  |                                          |

|  | potvis (familie Physeteridae)     |
|  |                                   |
|  | familie dwergpotvissen (Kogiidae) |
|  |                                   |

## Platanistoidea
Er is enige onduidelijkheid over de families Platanistidae, Iniidae, Pontoporiidae en Lipotidae. Gezamenlijk worden ze in de superfamilie Platanistoidea (rivierdolfijnen) gezet. De taxons Iniidae, Pontoporiidae en Lipotidae worden door ITIS als een en dezelfde familie beschouwd, waarvan de juiste naam "Iniidae" is. Ook het Smithonian National Museum of Natural History beschouwt ze als synoniemen, maar dan met de juiste naam "Platanistidae". Onderzoeker Dale Rice ziet Planistidae, Inlidae, Pontoporiidae en Lipotidae als afzonderlijke families, maar beschouwt de gangesdolfijn en de indusdolfijn als één soort met de naam Platanista gangetica.